# Charleston Open 2025 - Qualificazioni singolare
Le qualificazioni del singolare del Charleston Open 2025 sono un torneo di tennis preliminare per accedere alla fase finale della manifestazione disputate il 29 e 30 marzo 2025. Le vincitrici dell'ultimo turno sono entrate di diritto nel tabellone principale. In caso di ritiro di una o più giocatrici aventi diritto a queste sono subentrate le lucky loser, ossia le giocatrici che hanno perso nell'ultimo turno ma che avevano una classifica più alta rispetto alle altre partecipanti che avevano comunque perso nel turno finale.

## Teste di serie
1. Harriet Dart (spostata nel tabellone principale
2. Louisa Chirico (qualificata)
3. Zhang Shuai (qualificata)
4. Kyōka Okamura (ultimo turno, lucky loser)
5. Arina Rodionova (primo turno, ritirata)
6. Iryna Šymanovič (qualificata)

1. Sophie Chang (primo turno)
2. Mei Yamaguchi (primo turno)
3. Elvina Kalieva (ultimo turno)
4. Claire Liu (ultimo turno)
5. Kajsa Rinaldo Persson (ultimo turno)
6. Katherine Sebov (qualificata)

## Qualificate
1. Jamie Loeb
2. Louisa Chirico
3. Zhang Shuai

1. Katherine Sebov
2. Caty McNally
3. Iryna Šymanovič

### Lucky loser
1. Kyōka Okamura

## Tabellone

### Legenda
| - Q = Qualificato - WC = Wild card - LL = Lucky loser | - ALT = Alternate - SE = Special Exempt - PR = Protected Ranking | - w/o = Walkover - r = Ritirato - d = Squalificato |

### Sezione 1
|  | Primo turno | Primo turno   | Primo turno   | Primo turno | Primo turno |  |  | Ultimo turno | Ultimo turno | Ultimo turno | Ultimo turno | Ultimo turno |  |
|  |             |               |               |             |             |  |  |              |              |              |              |              |  |
|  |             | Bye           |               |             |             |  |  |              |              |              |              |              |  |
|  |             | Eri Hozumi    | Eri Hozumi    | Eri Hozumi  | Eri Hozumi  |  |  |              | Eri Hozumi   | 2            | 7            | 1            |  |
|  | WC          | Jamie Loeb    | Jamie Loeb    | 6           | 6           |  |  | WC           | Jamie Loeb   | 6            | 5            | 6            |  |
|  | 8           | Mei Yamaguchi | Mei Yamaguchi | 0           | 4           |  |  |              |              |              |              |              |  |

### Sezione 2
|  | Primo turno | Primo turno           | Primo turno           | Primo turno | Primo turno |  |  | Ultimo turno | Ultimo turno          | Ultimo turno | Ultimo turno | Ultimo turno |  |
|  |             |                       |                       |             |             |  |  |              |                       |              |              |              |  |
|  | 2           | Louisa Chirico        | Louisa Chirico        | 6           | 6           |  |  |              |                       |              |              |              |  |
|  |             | Ana Konjuh            | Ana Konjuh            | 4           | 4           |  |  | 2            | Louisa Chirico        | 64           | 6            | 7            |  |
|  |             | Fernanda Contreras    | Fernanda Contreras    | 1           | 2           |  |  | 11           | Kajsa Rinaldo Persson | 7            | 3            | 5            |  |
|  | 11          | Kajsa Rinaldo Persson | Kajsa Rinaldo Persson | 6           | 6           |  |  |              |                       |              |              |              |  |

### Sezione 3
|  | Primo turno | Primo turno           | Primo turno           | Primo turno | Primo turno |  |  | Ultimo turno | Ultimo turno          | Ultimo turno | Ultimo turno | Ultimo turno |  |
|  |             |                       |                       |             |             |  |  |              |                       |              |              |              |  |
|  | 3           | Zhang Shuai           | Zhang Shuai           | 6           | 6           |  |  |              |                       |              |              |              |  |
|  | WC          | Haley Giavara         | Haley Giavara         | 4           | 1           |  |  | 3            | Zhang Shuai           | 4            | 7            | 6            |  |
|  |             | Bethanie Mattek-Sands | Bethanie Mattek-Sands | 6           | 6           |  |  |              | Bethanie Mattek-Sands | 6            | 5            | 1            |  |
|  | 7           | Sophie Chang          | Sophie Chang          | 3           | 1           |  |  |              |                       |              |              |              |  |

### Sezione 4
|  | Primo turno | Primo turno     | Primo turno     | Primo turno | Primo turno |  |  | Ultimo turno | Ultimo turno    | Ultimo turno    | Ultimo turno | Ultimo turno |  |
|  |             |                 |                 |             |             |  |  |              |                 |                 |              |              |  |
|  | 4           | Kyōka Okamura   | Kyōka Okamura   | 6           | 6           |  |  |              |                 |                 |              |              |  |
|  | WC          | Anna Dvořáčková | Anna Dvořáčková | 2           | 2           |  |  | 4            | Kyōka Okamura   | Kyōka Okamura   | 4            | 2            |  |
|  |             | Gabriela Lee    | Gabriela Lee    | 0           | 4           |  |  | 12           | Katherine Sebov | Katherine Sebov | 6            | 6            |  |
|  | 12          | Katherine Sebov | Katherine Sebov | 6           | 6           |  |  |              |                 |                 |              |              |  |

### Sezione 5
|  | Primo turno | Primo turno     | Primo turno | Primo turno | Primo turno |  |  | Ultimo turno | Ultimo turno | Ultimo turno | Ultimo turno | Ultimo turno |  |
|  |             |                 |             |             |             |  |  |              |              |              |              |              |  |
|  | 5           | Arina Rodionova | 1           | 0           | r           |  |  |              |              |              |              |              |  |
|  |             | Caty McNally    | 6           | 3           |             |  |  |              | Caty McNally | Caty McNally | 6            | 6            |  |
|  |             | Alana Smith     | Alana Smith | 4           | 2           |  |  | 10           | Claire Liu   | Claire Liu   | 1            | 3            |  |
|  | 10          | Claire Liu      | Claire Liu  | 6           | 6           |  |  |              |              |              |              |              |  |

### Sezione 6
|  | Primo turno | Primo turno      | Primo turno    | Primo turno | Primo turno |  |  | Ultimo turno | Ultimo turno    | Ultimo turno    | Ultimo turno | Ultimo turno |  |
|  |             |                  |                |             |             |  |  |              |                 |                 |              |              |  |
|  | 6           | Iryna Šymanovič  | 6              | 0           | 6           |  |  |              |                 |                 |              |              |  |
|  |             | Ljudmyla Kičenok | 2              | 6           | 3           |  |  | 6            | Iryna Šymanovič | Iryna Šymanovič | 7            | 6            |  |
|  |             | Chan Hao-ching   | Chan Hao-ching | 2           | 1           |  |  | 9            | Elvina Kalieva  | Elvina Kalieva  | 6            | 4            |  |
|  | 9           | Elvina Kalieva   | Elvina Kalieva | 6           | 6           |  |  |              |                 |                 |              |              |  |